# Sandfjärdsgatan

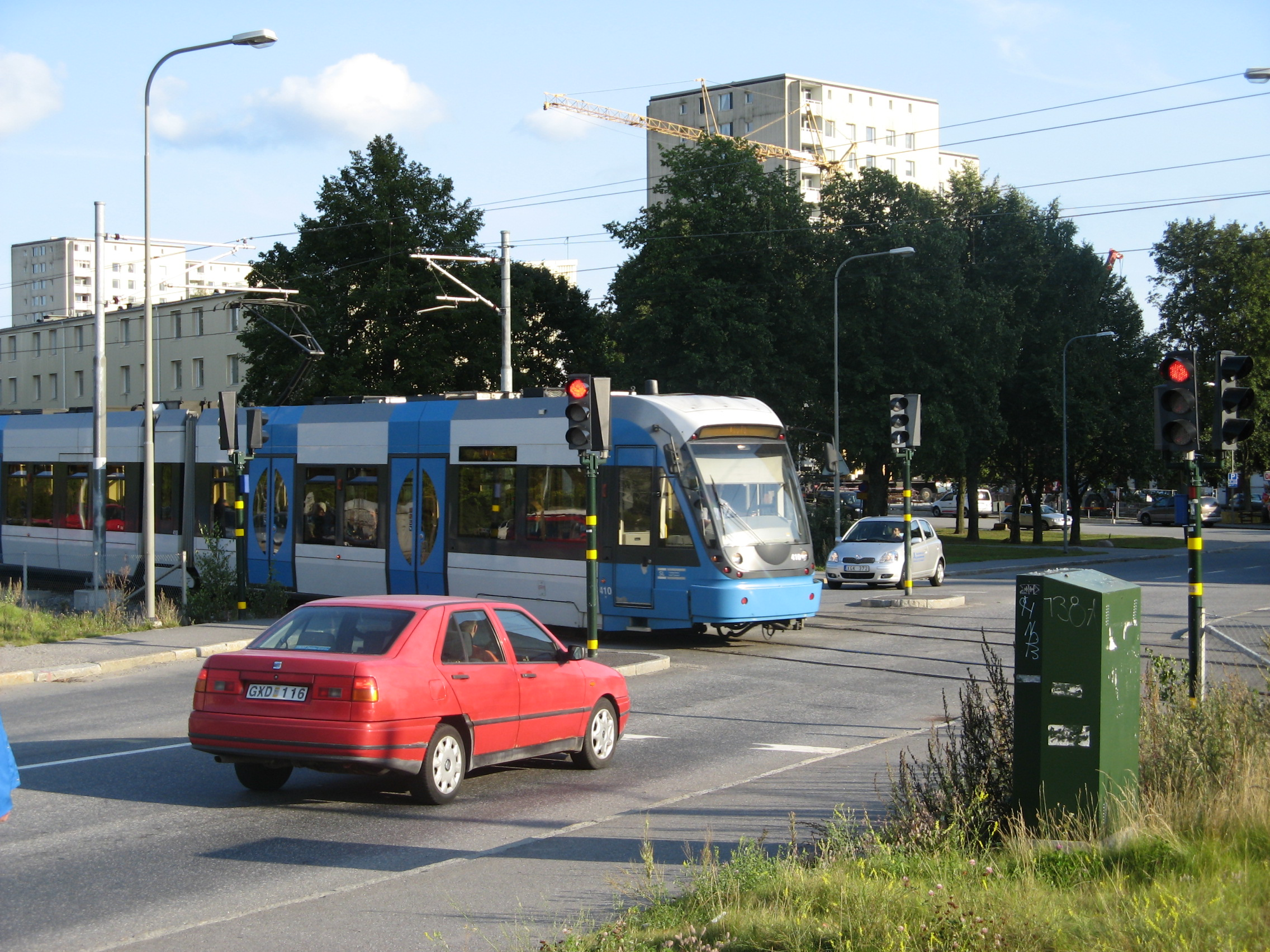
Sandfjärdsgatan vid korsningen med Tvärbanan.

Sandfjärdsgatan är en gata i stadsdelen Årsta i Söderort inom Stockholms kommun. Gatan sträcker sig mellan Johanneshovsvägen och Åmänningevägen. Sandfjärdsgatan namngavs 1959 och ingår i kategorin gatunamn sjöar och vikar. Namnet kommer från en sjö i Söderköpings kommun i Östergötland vid namn Sandfjärden. Längden på gatan är cirka 990 meter.